# Morgantown (Pennsylvania)
Morgantown è un census-designated place (CDP) degli Stati Uniti d'America, situato nello stato della Pennsylvania, diviso tra la contea di Berks e la contea di Lancaster.